# Terry Heath
Richard Terence "Terry" Heath (17. november 1943 - 25. januar 2011) var en engelsk fodboldspiller (midtbane). Han vandt Liga Cuppen med Leicester i 1964, og spillede senere hen mange sæsoner hos både Hull og Scunthorpe.

## Titler
Football League Cup
- 1964 med Leicester City